# 8726 Masamotonasu
8726 Masamotonasu là một tiểu hành tinh vành đai chính với chu kỳ quỹ đạo là 2062.3397175 ngày (5.65 năm).
Nó được phát hiện ngày 14 tháng 11 năm 1996.